# Mănăstirea „Sfântul Simion Stâlpnicul”
Mănăstirea Sfântul Simion Stâlpnicul este un lăcaș de cult din municipiul Arad, situat în cartierul Gai. Mănăstirea a fost ridicată în anii 1760-1762 prin efortul episcopului Sinesie Jivanovici (1751-1768), care l-a angajat în acest sens pe meșterul arădean Egidius Ioanovici. Complexul, care cuprinde reședința episcopului, o biserică și anexe gospodărești, a fost construit în stil baroc; ansamblul a fost îmbogățit prin aducerea bisericii de lemn din Seliște. Mănăstirea este un monument istoric și de arhitectură din secolul al XVIII-lea.
Întregul complex arhitectonic urmează un plan în forma literei U, are fațada de răsărit bogat ornamentată, cu un acoperiș piramidal; în interior împărțirea este caracteristică bisericilor ortodoxe. Altarul adăpostește rămășițele pământești ale episcopilor arădeni.
În partea de sud a conacului-biserică a fost strămutată în anul 1986, de pe dealul cimitirului din Seliște, biserica de lemn Sfinții Apostoli Petru și Pavel. 
Mănăstirea este dedicată Sfântului Simeon Stâlpnicul (390-459), numit și cel Bătrân, pentru a fi deosebit de Simeon Stâlpnicul cel Tânăr (521-592).